# Maurer
Maurer is een historisch merk van auto's en motorfietsen.
Automobilfabrik Ludwig Maurer, Neurenberg (1922-1926).
Dit Duitse merk bouwde 1½ pk hulpmotoren voor fietsen, maar later ook motorfietsen met watergekoelde 247 cc eencilinder tweetakten en 494 cc tweetakt-boxermotoren.